# Карин, Фёдор Григорьевич
Фёдор Григорьевич Карин (Корин) (1739—1800) — русский писатель

 и переводчик.

## Биография
Из дворян; брат Александр и Николая Кариных. Родился в 1739 году в Москве.
Образование получил в Университетской гимназии, числился одним из лучших учеников и особенные успехи оказывал в латинском и французском языках; решением Конференции университета награждён серебряной медалью за успехи в учёбе (1785). В 1763 году окончил учёбу в Московском университете. Благодаря основательному знанию французского языка он и мог непосредственно ознакомиться с французскою литературой, изучением образцов которой впоследствии и занялся.
Окончив курс, Карин поступил в военную службу в лейб-гвардейском Конном полку. Вышел в отставку с чином поручика Русской императорской армии, управлял родовым имением.
Красивая наружность, хорошее воспитание и богатство доставили ему возможность вращаться в лучших салонах обеих столиц. Интересовался новинками литературы; дружил с А. П. Сумароковым, И. И. Хемницером, И. А. Крыловым и другими литераторами. По словам Глинки, он был знаком также и со всеми современными ему писателями, кроме Дмитриева и Карамзина. Часто помогал деньгами бедным писателям, поэтам, музыкантам и другим творческим людям. Содержал талантливого писателя Е. И. Кострова, выкупил из крепостного состояния и дал свободу музыканту Д. Н. Кашину.
В 1772 году Карин женился на княжне А. М. Голицыной, но брак этот оказался несчастным. До женитьбы и после нее Карин жил широко и весело, утопая в роскошных пирах и всевозможных забавах, особенно увлекаясь псовой охотой. Прожив более половины принадлежавших ему 7 тысяч крепостных, Карин за год до смерти попал под опеку.
Как писатель, он принадлежал к числу второстепенных деятелей русской литературы, но выделялся из них по своему уму и образованию. Не обладая даром оригинального творчества, он занимался большею частью переводами, из которых многие остались ненапечатанными. Следя за движением французской литературы, Карин сочувствовал и увлекался теми писателями своего времени, которые старались распространять в обществе идеи просвещения и гуманизма, но наряду с ними высоко чтил и французских классиков XVII века, в особенности Расина. Этим объясняется и преклонение его пред «русским Расином», Сумароковым, которому Карин отводил первое место в ряду отечественных писателей ложно-классической школы.
Фёдор Григорьевич Карин скончался в 1800 году в Москве.